# Jean-Pierre Roux
Jean-Pierre Roux (ur. 5 sierpnia 1938 w L’Isle-sur-la-Sorgue, zm. 17 stycznia 2013 tamże) – francuski polityk, inżynier i menedżer, deputowany krajowy, od 1984 do 1987 poseł do Parlamentu Europejskiego II kadencji

## Życiorys
Ukończył studia inżynierskie w École nationale des ponts et chaussées, specjalizując się w budowie dróg i mostów. Od 1962 pracował w służbach departamentu Vaucluse, później także w centrum badawczym w Aix-en-Provence, jako menedżer w służbie nawigacyjnej rzek Rodan i Saona oraz w miejskich służbach inżynieryjnych Paryża. Od 1974 do 1979 menedżer w zakładach paliwowych EURODIF. Zasiadał w różnych radach nadzorczych, kierując m.in. radą Crédit Local de France. W latach 80. zatrudniony w Caisse des dépôts et consignations m.in. jako dyrektor regionalny w Kraju Loary.
Zaangażował się w działalność polityczną w ramach Unii na rzecz Nowej Republiki, Unii Demokratów na rzecz Republiki, Zgromadzenia na rzecz Republiki, później bezpartyjny, luźno związany z prawicą. W latach 1965–1971 pełnił funkcję mera rodzinnej miejscowości, zaś od 1968 do 1973 po raz pierwszy zasiadał w Zgromadzeniu Narodowym. W latach 1983–1989 pozostawał merem Awinionu, doprowadzając m.in. do powołania uniwersytetu w tym mieście, zasiadał ponadto w radzie regionu Prowansja-Alpy-Lazurowe Wybrzeże (1985–1992). W 1984 wybrany posłem do Parlamentu Europejskiego, przystąpił do Europejskiego Sojuszu Demokratycznego. Z mandatu zrezygnował na początku 1987 w związku z wyborem do Zgromadzenia Narodowego w kadencji 1986–1988.

## Odznaczenia
W 1997 odznaczony Legią Honorową V klasy.